# Kyphocarpa petersii
Kyphocarpa petersii är en amarantväxtart som beskrevs av Lopr. Kyphocarpa petersii ingår i släktet Kyphocarpa och familjen amarantväxter. Inga underarter finns listade i Catalogue of Life.